# Самойловы (династия артистов)
Самойловы — семья русских актёров, члены которой прославились на сцене императорского Александринского театра XIX века.
Родноначальники семьи: оперные певцы Василий Михайлович Самойлов (1782—1839) и Софья Васильевна Черникова-Самойлова (1787—1854), дочь артистов В. Черникова и П. Черниковой.

## Семья
Глава семьи, знаменитый артист Василий Михайлович Самойлов утонул в Финском заливе: «Вас. Мих. Самойлов 11 июля 1839 г. отправился в Сергиевскую пустынь к обедне. Когда он возвращался домой, шквал опрокинул лодку, и артист утонул. 16 июля тело его было найдено, а 17 июля предано земле в Сергиевской пустыни».
Дети:
- Самойлова, Мария Васильевна (1807 — 1880-е) — была ученицей Фильда, поначалу певица, потом ушла на драматическую сцену и очень недолгое время актриса императорского Александринского театра[2]. Вскоре покинула сцену, выйдя замуж за богатого негоцианта Загибенина. Овдовев после 18-летнего супружества, она по душевной доброте не могла сберечь своего состояния, разорилась и умерла в крайней бедности.
- Самойлов, Василий Васильевич (1813—1887) — русский актёр и художник, нарисовал автопортреты игранных им ролей, из которых составил несколько альбомов.
  - Дети:
  - Самойлов, Николай Васильевич, он же Самойлов 2-й (1838—1897) — русский драматический актёр (от брака с С. И. Дранше); после военной службы пришёл на сцену императорского Александринского театра, где служил в 1869—1883 годах.
  - Самойлов, Павел Васильевич (1866—1931) — русский актёр. Заслуженный артист Республики (1923) (от брака с М. А. Бибиковой, по сцене Споровой). Сценическую деятельность начал в 1888 году в Петербурге под фамилией Споров. Играл в нескольких провинциальных антрепризах, потом в Москве: театр Корша, в Петербурге: театр В. Ф. Комиссаржевской и в труппе Александринского театра (в советское время — Ленинградский театр драмы им. Пушкина).

- Самойлова, Любовь Васильевна — актриса очень короткое время
- Самойлов, Пётр Васильевич — актёр короткое время
- Самойлов, Сергей Васильевичи — актёр короткое время
- Самойлова, Надежда Васильевна, она же Самойлова 1-я (1818—1889) — драматическая актриса и оперная певица, дебютировала 16-ти лет (1838 г.) в водевиле «Матушкина дочка». Ещё актрисой, она вышла замуж за Макшеева, бросившего военную службу, чтоб сохранить талантливую актрису на сцене (по закону того времени, актрисы императорских театров не могли состоять в официальном браке с офицерами русской армии). Выйдя в отставку, она долгое время жила в довольстве и счастье, но потом её муж разорился и умер; последние годы она вела скромное существование на свою пенсию. Скончалась в 1899 году в Петербурге и погребена в Троицко-Сергиевской лавре рядом с родителями.
- Самойлова, Вера Васильевна, она же Самойлова 2-я (1824—1880) — российская актриса. Похоронена тоже рядом с родителями.
  - Дети:
  - Сын: Самойлов-Мичурин, Николай Аркадьевич — учился в Николаевском кавалерийском училище, но бросил ученье, не завершив курса, пошёл на сцену; драматический актёр, какое-то время работал в московском театре Корша.
  - Дочь: Мичурина-Самойлова, Вера Аркадьевна (1866—1948) — советская театральная актриса.

## Воспоминания о семье
Евдокия Яковлевна Панаева (дочь артиста Александринского театра Я. Г. Брянского, жена писателя Ивана Ивановича Панаева, по второму мужу Головачёва, с 1846 около 15 лет была гражданской женой Н. А. Некрасова) писала в своих мемуарах:

Все семейство Самойловых я знала, начиная с их отца, матери, взрослых их дочерей, сыновей и кончая маленькой девочкой, которая была одних лет со мной, или немного помоложе меня. Старшие дочери старика Самойлова ходили в гости к теткам, а с младшими я виделась в клубном немецком саду, который на летний сезон помещался на Мойке, близ Поцелуева моста, в доме разорившегося Альбрехта, выстроившего для себя дом с разными барскими затеями: с манежем, с оранжереями и большим садом. Экономные распорядители немецкого клуба за плату на все лето пускали детей гулять только до 7 часов вечера, потому что потом собирались члены, играли в кегли и в карты. Старший сын старика Самойлова был уже чиновником и членом клуба; он любил разговаривать со мной, кормил сладкими пирожками и защищал меня и братьев перед распорядителями клуба, которым садовник приносил жалобы на нас, что мы лазаем по крыше беседки, по заборам, таскаем яблоки с деревьев. Его две младшие сестры [Надежда Васильевна и Вера Васильевна] также приходили в сад гулять… Самая старшая сестра, Мария Васильевна Самойлова, пробыла недолго на сцене и вышла замуж. Из семейства старика Самойлова на сцене были три дочери и один сын. Надо заметить, что старики Самойловы очень заботились о воспитании своих детей. Девочек отдавали в хорошие пансионы, а мальчиков в разные заведения.— 

Дом Самойловых, несмотря на строгий патриархальный уклад, был наполнен взаимной любовью, радостью и теплом. Но в 1839 году, когда Вере ещё не минуло пятнадцати, в Финском заливе утонул отец. Жизнь семьи изменилась. Поток гостей, не прекращавшийся при хлебосольном Василии Михайловиче, иссяк. Да и Софья Васильевна, оставшись с дочерьми-девицами: старшей, Любовью, взявшей на себя ведение хозяйства, и младшими — Надей и Верой (другие дети жили своими домами), опасалась новых знакомств и нежелательных визитов. Переехали в квартиру поменьше. Вера и Надежда, уже актрисы, ещё долго жили в одной комнате, где, заткнув уши, учили роли. …А однажды из Елагина дворца Николай прибыл верхом (без сопровождения) на Крестовский остров, расспросил у лавочника путь к даче, где поселились Самойловы, и несколько минут, гарцуя на коне, беседовал с выбежавшими на балкон Софьей Васильевной и двумя её младшими дочерьми.— 

## Музей
Один из отпрысков семьи, Василий Васильевич Самойлов (1813—1887), проживал в течение 18 лет (1869—1887) на втором этаже дома № 8 на Стремянной улице. 28 января 1994 года в Санкт-Петербурге по этому адресу был открыт Мемориальный музей-квартира актёров Самойловых.

## Комментарии
1. ↑  В тексте по ссылке ошибочно указано «1859 г.».